# Индустријска зона Артиђанале II (Болцано)
Индустријска зона Артиђанале II је насеље у Италији у округу Болцано, региону Трентино-Јужни Тирол.
Према процени из 2011. у насељу је живело 39 становника. Насеље се налази на надморској висини од 234 м.